# Tiana Lemnitz
Tiana Luise Lemnitz (Metz, 26 ottobre 1897 – Berlino, 5 febbraio 1994) è stata un soprano tedesco.

## Biografia
Tiana Lemnitz ha frequentato dapprima l'accademia musicale della sua città, successivamente ha studiato al conservatorio di Francoforte sul Meno con Antoni Kohmann.
Ha debuttato nel 1920 a Heilbronn come Undine nell'opera omonima di Lortzing, in seguito ha cantato regolarmente ad Aquisgrana (1922-26) e Hannover (1928-33), prima di debuttare nel 1934 alla Staatsoper di Berlino, dove canterà con frequenza fino al 1951.
Dal 1935 ha sviluppato la carriera in Europa, in particolare in Germania (Dresda, Monaco di Baviera), Austria (Vienna, Salisburgo) e Londra, dove ha debuttato il 27 aprile 1936 nel ruolo di Eva, ritornando nel 1938 per cantare Pamina, Elsa, Sigliende e Oktavian.
Negli anni quaranta, oltre ad esibirsi frequentemente nei Paesi di lingua tedesca, ha cantato spesso anche al Colón di Buenos Aires. A causa della guerra, la Lemnitz non ha potuto onorare un contratto con il Metropolitan Opera di New York, precludendole di fatto una possibile carriera negli Stati Uniti.
Dopo la guerra, la Lemnitz si è esibita di nuovo a Berlino, ma poiché il teatro dell'opera era stato distrutto dai bombardamenti, le recite erano allestite all'Admiralspalast. Nel 1950 è tornata a Buenos Aires con la Jenůfa di Janáček, successivamente ha aggiunto al proprio repertorio Donna Anna e la Marescialla, che insieme ad Eva sono stati i suoi ruoli più interpretati nella fase finale della carriera.
Dopo essere tornata alla Staatsoper di Berlino nel 1955, la Lemnitz si è ritirata dalle scene il 7 aprile 1957 con un concerto all'Apollosaal.

## Vocalità e personalità interpretativa
Dotata di una voce luminosa, morbida, omogenea e sorretta da un'eccellente tecnica, si è imposta come soprano lirico dalla grande musicalità e dal fraseggio cangiante ed elegante.
Come attrice ha brillato sia in parti elegiache sia in ruoli drammatici e comici grazie alla versatilità stilistica e al senso della misura.
Pur non essendo un soprano drammatico, ha affrontato i ruoli più spinti in virtù di una dinamica varia e sfumata, senza mai forzare la voce alla ricerca di un volume maggiore, risultando in ogni caso convincente grazie ad un fraseggio castigato ma penetrante.

## Repertorio
- Alban Berg
  - Wozzeck (Marie)
- Bedřich Smetana
  - Dalibor (Milanda)
  - La sposa venduta (Marenka)
- Carl Maria von Weber
  - Der Freischütz (Agathe)
- Christoph Willibald Gluck
  - Orfeo ed Euridice (Euridice)
- Georges Bizet
  - Carmen (Micaëla)
- Giacomo Puccini
  - La bohème (Mimì)
- Giuseppe Verdi
  - Aida (Aida)
  - Don Carlos (Elisabetta)
  - Ernani (Elvira)
  - Il trovatore (Leonora)
  - Otello (Desdemona)
- Albert Lortzing
  - Undine (Undine)
- Leoš Janáček
  - Jenůfa (Jenufa)
- Pëtr Il'ič Čajkovskij
  - Evgenij Onegin (Tatjana)
  - La maga (Nastasja)
- Richard Strauss
  - Arabella (Arabella)
  - Der Rosenkavalier (Oktavian; Die Marschallin)
- Richard Wagner
  - Die Meistersinger von Nürnberg (Eva)
  - Die Walküre (Sieglinde)
  - Lohengrin (Elsa)
  - Tannhäuser (Elisabeth)
- Stanisław Moniuszko
  - Halka (Halka)
- Wolfgang Amadeus Mozart
  - Die Zauberflöte (Pamina)
  - Don Giovanni (Donna Anna)
  - Le nozze di Figaro (Contessa)

## Discografia
Nel corso degli anni trenta e '40 ha inciso diversi brani d'opera e una selezione di arie dal Rosenkalier  (Oktavian) e Arabella. Ha inoltre consegnato al disco tre opere complete: Die Zauberflöte (1937), Der Rosenkavalier (1950) e Die Meistersinger von Nürnberg (1951).
- Tiana Lemnitz: Volume 2, Global Village
- Mozart: The Magic Flute (Die Zauberflöte), Berliner Philharmoniker/Thomas Beecham/Heinrich Tessmer/Irma Beilke/Gerhard Husch/Wilhelm Strienz/Tiana Lemnitz/Erna Berger/Helge Roswaenge, 1938 RCA Victor/Classical Moments/Naxos - Grammy Hall of Fame Award 1999
- Lemintz Sings German & Italian Operas, Orchestra Of The Berlin State Opera/Berliner Philharmoniker/Staatskapelle Berlin/Leopold Ludwig/Erich Orthmann/Bruno Seidler-Winkler/Sir Thomas Beecham/Johannes Schüler/Tiana Lemnitz, Mastercorp
- Domine Jesu Christe, Vol. 1 & 2 (1941) - Tiana Lemnitz/Karl Erb/St. Thomas Choir, Leipzig/Friedel Beckmann/Siegfried Schulze/Gerhard Husch/Gunther Ramin/Leipzig Gewandhaus Orchestra, Documents